# Marina Horiuchi
Marina Horiuchi (堀内まり菜, Horiuchi Marina), aussi connue sous le nom de MaRi7, née le 29 avril 1998 à Tokyo au Japon, est une chanteuse, actrice et idole japonaise ayant fait partie du groupe féminin japonais Sakura Gakuin dont elle a été leader, et de ses sous-groupes Twinklestars et Sleepiece, Pastel Wind et Kagaku Kyumei Kiko LOGICA?. Elle est notamment ex-membre d'un autre sous-groupe Mini-Patissier.

## Présentation
Elle est née le 29 avril 1998 à Tokyo au Japon. Elle joue aussi du piano.

## Biographie
Elle commence une petite carrière d'actrice en 2009 en jouant dans un drama. En 2010, elle intègre le groupe de Sakura Gakuin et est l'un des membres originaux du groupe. Mais avant que Sakura Gakuin ne sorte des disques, Marina intègre le premier sous-groupe Twinklestars qui sort un premier disque en novembre 2010. Elle participe à d'autres sous-groupes comme sleepiece (sur le thème de la sièste), Pastel Wind (sur le thème du tennis ; mais Marina le quitte en mai 2013 et est par la suite remplacée) ou encore Mini-Patissier (ou Minipati; sur le thème de la cuisine ; mais Minipati sera rapidement renouvelé avec d'autres et plus jeunes membres de Sakura Gakuin).
Elle participe notamment au sous-groupe plus récent Kagaku Kyumei Kiko LOGICA? (sur le thème de la science), dans lequel elle adopte son surnom Mari7 ; ce trio sort son premier single en 2012. Elle sort avec Sakura Gakuin plusieurs singles et albums et donne quelques concerts. En 2013, après le départ de sa camarade Suzuka Nakamoto du groupe, elle devient la 3e Présidente du Conseil de l'Étudiant (leader) du groupe.
En 2014, Marina Horiuchi annonce sa remise de diplôme du groupe avec d'autres membres comme Raura Iida, Nene Sugisaki et Hinata Satō. Elle quitte le groupe de Sakura Gakuin et ses sous-groupes fin mars 2014, quelques jours après la sortie du quatrième album du groupe.

## Groupes
- Sakura Gakuin (2010-2014)
  - Twinklestars (2010-2014)
  - Mini-Patissier (2011)
  - sleepiece (2011-2014)
  - Pastel Wind (2011-2013)
  - Kagaku Kyumei Kiko LOGICA? (2012-2014)

## Discographie en groupe

### Avec Twinklestars

#### Singles
1. 28 novembre 2010 - Dear Mr. Socrates
2. 6 juillet 2011 - Please! Please! Please! (プリーズ！プリーズ！プリーズ！?)

### Avec Kagaku Kyumei Kiko Logica?

#### Singles
1. 21 novembre 2012 - Science Girl▽Silence Boy (サイエンスガール▽サイレンスボーイ?)

### Avec Sakura Gakuin
| #             | Date de sortie   | Titre de l'album                        | Label                 | Remarques                |               |               |               |
| Albums studio | Albums studio    | Albums studio                           | Albums studio         | Albums studio            | Albums studio | Albums studio | Albums studio |
| ------------- | ---------------- | --------------------------------------- | --------------------- | ------------------------ | ------------- | ------------- | ------------- |
| 1             | 27 avril 2011    | Sakura Gakuin 2010nendo ~message~       | Toys Factory          |                          |               |               |               |
| 2             | 21 mars 2012     | Sakura Gakuin 2011nendo ~FRIENDS~       | Universal Music Japan |                          |               |               |               |
| 3             | 13 mars 2013     | Sakura Gakuin 2012nendo ~My Generation~ | Universal Music Japan |                          |               |               |               |
| 4             | 12 mars 2014     | Sakura Gakuin 2013nendo ~Kizuna~        | Universal Music Japan | dernier album participé  |               |               |               |
| Singles       |                  |                                         |                       |                          |               |               |               |
| 1             | 8 décembre 2010  | Yume ni Mukatte / Hello! IVY            | Toys Factory          |                          |               |               |               |
| 2             | 21 décembre 2011 | Verishuvi                               | Universal Music Japan |                          |               |               |               |
| 3             | 15 février 2012  | Tabidachi no Hi ni                      | Universal Music Japan |                          |               |               |               |
| 4             | 5 septembre 2012 | Wonderful Journey                       | Universal Music Japan |                          |               |               |               |
| 5             | 27 février 2013  | My Graduation Toss                      | Universal Music Japan |                          |               |               |               |
| 6             | 9 octobre 2013   | Ganbare!!                               | Universal Music Japan |                          |               |               |               |
| 7             | 12 février 2014  | Jump Up ~Chiisana Yūki~                 | Universal Music Japan | dernier single participé |               |               |               |

## Filmographie

### Drama
- 2009 - Totsukawa Keiji no Shouzou Hitosagashi Game

### Film
- 2012 - Himitsu no Akko-chan